# Alida Carree
Alida Carree of Hylida Carree (onbekend, na 1686 - Alkmaar, 1747) was een kunstenaar, bekend als aquarelschilder.

## Biografie
Het is onbekend waar Alida geboren is. Haar vader Michiel Carree werkte in deze periode in Berlijn, Alkmaar en Londen, dus mogelijk zal een van deze steden haar geboorteplaats zijn. Over het leven van Alida is weinig bekend. De door Jacob Campo Weyerman geschreven biografie van haar vader is de belangrijkste bron. Ze werd samen met haar broer Hendrick Carree door haar vader onderwezen in de schilderkunst. Ze stierf waarschijnlijk ongehuwd in Alkmaar, waar ze op 13 november 1747 begraven werd in de grote kerk. 

## Kunst
Alida werd bekend om haar aquarellen. Ook beschilderde ze ivoor en waaiers. Er zijn voor zover bekend geen werken van haar bewaard gebleven. 